# Borikenophis portoricensis
Borikenophis portoricensis là một loài rắn trong họ Rắn nước. Loài này được Reinhardt & Lütken mô tả khoa học đầu tiên năm 1862.